# Henry Grimes
Henry Grimes (Philadelphia, 1935. november 3. – East Harlem, 2020. április 15.) amerikai nagybőgős, hegedűs. Több mint egy évtizednyi sikeres fellépések után Grimes 1970-re teljesen eltűnt a zenei életből. Az is elterjedt róla, hogy rég meghalt. 2002-ben aztán újra felfedezték.

## Pályakép
Henry Grimes középiakolás középiskolában hegedűlni tanult, de azután áttért a nagybőgőre, amikor bekerült Mastbaum Technical High Schoolba. 1953-ban bekerült a Juilliard Schoolba.
1957-ben Anita O’Day-jel, majd Gerry Mulligannal játszott, aztán csatlakozott a Sonny Rollins triójához (1958-59, majd 1962). Aktív a free jazz zenésszé vált, külöhösen Cecil Taylor, Don Cherry, Albert Ayler és Pharoah Sanders zenésztársaként. Henry Grimes több tucat album felvételén vesz részt.
Amikor Charles Mingus második basszusgitárossal kisérletezett, Grimest választotta. Grimes 22 éves volt, és ahogy híre ment a zenészek között rendkívüli játéka. Különböző együttesekkel játszott Benny Goodman, Lee Konitz, Thelonious Monk, Gerry Mulligan, Sonny Rollins és Tony Scott mellett.
1967-ben abbahagyta a muzsikálást; eladta a hangszerét. 35 évre elszakadt a zenei világtól, azt hitték, hogy meghalt. Egy, a dzsessz iránti szenvedéllyel megálldott szociális munkás Kaliforniában megtalálta. 2002-ben Grimes életben, de szinte nyomorban találta, hangszer nélkül. Egy kis lakást bérelt Los Angelesben, verseket írt, alkalmi munkákból élt.
Henry Grimes 2002-ben visszatért a zenéhez. William Parker ajándékozozott neki egy nagybőbőgőt. A zenei világba való visszatérése óta mintegy 500 koncerten szerepelt.

## Lemezeiből
- 2005: Live at the Kerava Jazz Festival
- 2008: Henry Grimes & Rashied Ali: Going to the Ritual
- 2010: Henry Grimes & Rashied Ali: Spirits Aloft
- 2014: The Tone of Wonder